# Club Getafe Deportivo
El Club Getafe Deportivo fue un club de fútbol situado en la ciudad de Getafe (Provincia de Madrid, España). Fue fundado el 24 de febrero de 1946, tras la desaparición de otra entidad anterior, la Sociedad Getafe Deportivo, que había sido fundada el 19 de mayo de 1923. Tras permanecer en la Segunda División de España desde 1976 hasta 1982, terminaría desapareciendo por deudas el 1 de julio de 1983. Está considerado el precursor del Getafe Club de Fútbol.

## Historia
El Club Getafe Deportivo fue fundado en diciembre del año 1945 por varios vecinos de la localidad, reunidos en el desaparecido bar El Hispano apoyados por el entonces alcalde de la ciudad, Juan Vergara. La constitución oficial del equipo se realizó el 24 de febrero de 1946 en un acto en el Cine Palacio. En Getafe ya había existido antes un Club Getafe Deportivo, fundado en 1923 por Filiberto Montagud y desaparecido en 1933. De este equipo tomó el nombre, escudo, himno y colores.
Los primeros partidos se jugaron en un campo de fútbol que pertenecía al regimiento de artillería. Luego se tuvo el primer campo que se podía considerar propio, situado en un solar de la calle Vinagre, donde posteriormente se construyó la colonia Nuestra Señora Virgen de los Ángeles. Ese campo no contaba con porterías, por lo que había que trasladarlas del cuartel de artillería hasta esa cancha. En los años 1950, el equipo se mudó al polideportivo municipal San Isidro, construido en el barrio del mismo nombre. En este estadio, el equipo subió a Tercera División e incluso se llegó a jugar la promoción a Segunda División, perdiendo contra el Club Atlético Almería en la temporada 1957/58. Luis Aragonés formó parte de ese club.
En 1968 el Getafe, bajo la breve denominación Getafe Kelvinator, bajó a las categorías regionales. Pero consiguió regresar a Tercera División dos años después, en 1970. El 6 de septiembre de 1970 se inauguró el campo municipal de Las Margaritas, con el equipo en Tercera División. El estadio estaba situado en el barrio homónimo que le daba el nombre en la avenida de las Ciudades. El primer partido fue frente al S.D. Michelín de Lasarte, con victoria para los getafenses por 3:0. El primer gol lo marcó el jugador local Gregorio Serrano.
En la temporada 1975/76, el Getafe ascendió por primera vez a Segunda División. Su primera victoria en categorías profesionales en ese campo fue frente al Recreativo de Huelva, por 3:0. En la Copa del Rey, su mayor hazaña fue empatar en casa frente al FC Barcelona de Johan Cruyff, en 1978. Aunque en el partido de ida el Getafe empató 3:3, en el Camp Nou fue derrotado por 8:0.
Los getafenses permanecieron en Segunda División desde 1976 hasta 1982, luchando durante todas esas campañas por permanecer en la zona media de la tabla. En sus últimos años de historia, la crisis económica y una mala gestión de la entidad afectaron al Getafe, y los jugadores dejaron de percibir las nóminas. Tras descender en la temporada 1981–1982 a Segunda División B, el equipo acumuló un segundo descenso a Tercera División por impagos.
El 1 de julio de 1983, una asamblea de asociados reunida en los salones Costa de Vigo decidió la desaparición de la sociedad deportiva, ante la imposibilidad de hacerse cargo de las deudas adquiridas. Allí se decidió iniciar las gestiones para crear un nuevo club en la localidad, el actual Getafe Club de Fútbol.

## Equipación
- Uniforme titular: Camiseta, pantalón y medias azules.

Durante los primeros años de historia, los colores fueron celeste en la camiseta y azul en las medias. El escudo del club fue un banderín azul sobre un círculo del mismo color, con el nombre del club alrededor.

## Entrenadores

### Cronología de los entrenadores[14][15]
| Temporadas | Entrenadores                                                                 |
| ---------- | ---------------------------------------------------------------------------- |
| 1923/1928  | Bandera de ?                                                                 |
| 1928/1929  | Julio Serrano                                                                |
| 1929/1933  | Bandera de ?                                                                 |
| 1933/1946  | INACTIVO                                                                     |
| 1946/1952  | Juan Sacristán Butragueño                                                    |
| 1952/1953  | Pablo Yuste                                                                  |
| 1953/1956  | Mesa                                                                         |
| 1956/1958  | Juan Sacristán Butragueño                                                    |
| 1958/1959  | Carbonero                                                                    |
| 1959/1960  | Carlos Bribián Castro / Luis Uroz Díaz-Corralejo                             |
| 1960/1961  | José Antonio Olmedo                                                          |
| 1961/1963  | Juan Sacristán Butragueño                                                    |
| 1963/1964  | Bandera de ?                                                                 |
| 1964/1965  | Acedo / Campos                                                               |
| 1965/1966  | Adolfo Ruiz / Miguel González                                                |
| 1966/1968  | José Mingo                                                                   |
| 1968/1969  | Eduardo Vílchez "Vilches"                                                    |
| 1969/1970  | González Campos                                                              |
| 1970/1971  | González Campos / José Antonio Segura                                        |
| 1971/1972  | José Antonio Segura                                                          |
| 1972/1973  | Miguel González / José Antonio Naya                                          |
| 1973/1977  | José Antonio Segura                                                          |
| 1977/1978  | José Antonio Segura / Francisco Aparicio Hernández / Manuel Polinario "Poli" |
| 1978/1979  | Manuel Polinario "Poli"                                                      |
| 1979/1980  | Enrique Alés Rueda / José Antonio Olmedo Olmedo                              |
| 1980/1981  | Manuel Polinario "Poli"                                                      |
| 1981/1982  | Máximo Hernández Sánchez                                                     |
| 1982/1983  | Felines / Francisco Aparicio Hernández                                       |

## Datos del club
- Temporadas en 2.ª: 6
- Temporadas en 3.ª: 18
- Temporadas en categorías regionales: 17
- Mayor goleada conseguida
  - En Tercera División: Getafe Deportivo 7 – U. B. Coquense 0 (9-2-1958) y Getafe Deportivo 7 – 0 Zamora C. F. (11-1-1976)
  - En Segunda División: Getafe Deportivo 5 – Racing de Ferrol 0 (11-1-1976)
  - En la Copa del Rey: Getafe Deportivo 5 – C. F. Villanovense 0 (11-10-1978)
- Mayor goleada encajada
  - En Tercera División: Rayo Vallecano 10 –  Getafe Deportivo 0 (16-2-1964)
  - En Segunda División: Celta de Vigo 6 – 0 Getafe Deportivo 0 (16-5-1982)
  - En la Copa del Rey: F. C. Barcelona 8 –  Getafe Deportivo 0 (8-2-1972)
- Mejor puesto al terminar la Segunda División: 10.º (temporada 1978-79)
- Peor puesto al terminar la Segunda División: 20.º (temporada 1981–82)

## Palmarés

### Campeonatos nacionales
- Tercera División de España (2): 1957-58 (Gr. XIV) y 1975-76 (Gr. II).
- Subcampeón de Tercera División de España (1): 1974-75 (Gr. II).

### Campeonatos regionales
- 1.ª Regional Ordinaria Castellana (1): 1969-70 (como Club Getafe Kelvinator).[16]
- 2.ª Regional Preferente Castellana (1): 1948-49.[17]
- Campeonato Absoluto de la 2.ª Regional Ordinaria Castellana (1): 1947-48.
- 2.ª Regional Ordinaria Castellana (1): 1947-48 (Gr. 1).[18]
- 3.ª Regional Centro (1): 1929-30 (Gr. 1)[19] (como Club Getafe Deportivo Foot-ball Club).
- Copa Comité (1): 1947-48.[20]
- Copa Federación Castellana (2): 1948-49[21] y 1961-62.[22]
- Copa Madrid (1): 1960-61.[23]
- Copa Ramón Triana (1): 1969-70 (como Club Getafe Kelvinator).[24]
- Subcampeón de la 1.ª Regional Ordinaria Castellana (3): 1949-50 (Gr. 1),[25] 1952-53 (Gr. 2)[26] y 1956-57 (Gr. 1).[27]
- Subcampeón del Campeonato de Castilla (1): 1954-55.
- Subcampeón de la Copa Madrid (1): 1959-60.
- Subcampeón del Campeonato de Castilla de Aficionados (1): 1968-69 (como Club Getafe Kelvinator).[28]

### Torneos amistosos
- Trofeo Fiestas de Getafe (2): 1968 (como Club Getafe Kelvinator) y 1981.
- Trofeo Uralita[29] (7): 1972, 1973, 1974, 1976, 1979, 1980 y 1982.
- Trofeo Cervantes[30] (1): 1976.
- Trofeo Puchero (1): 1976.
- Trofeo Alcarria[31] (1): 1977.
- Trofeo Ciudad de Alcoy (2): 1978 y 1980.
- Trofeo Villa de Getafe (1): 1982.

### Otras distinciones
- Premio de la Federación Castellana de Fútbol: Premio a la Deportividad 1956-57.[32]
- Premios Deportivos de Radio España: Trofeo por jugar todos los partidos de la competición 1972-73  Alfonso,[33] Defensa derecho 1973-74  Mozún, Defensa central 1973-74  Salmerón,[34] Premios a la selección matemática de Tercera División 1974-75  Orgaz,  Salmerón,  Aparicio,  Cruz,  Alfonso,  Bengoechea,  Francisco,  Salazar,  Polo y  Muñoz; entrenador  Segura.[35]

### Palmarés del Club Getafe Promesas
Campeonatos regionales
- 3.ª Regional Preferente Castellana (1): 1984-85 (Grupo 2).[36]